# Verão 90
Verão 90 (título en español: Los Increibles 90) es una telenovela brasileña producida y emitida por Rede Globo desde el 29 de enero de 2019, sustituyendo O Tempo não Para, hasta el 26 de julio de 2019, siendo sustituida por Bom Sucesso. Fue la 93.ª telenovela exhibida en el horario de las 19 horas, y contó con 154 capítulos grabados.
Creada por Izabel de Oliveira y Paula Amaral y dirigida por Jorge Fernando y Marcelo Zambelli, la telenovela fue protagonizada por Isabelle Drummond y Rafael Vitti, coprotagonizada por Cláudia Raia, Dira Paes, Klebber Toledo y Humberto Martins, y antagonizada por Jesuíta Barbosa, Camila Queiroz, Totia Meireles, Caio Paduan y Gabriel Godoy.

## Argumento
En 1980, cuando tenía solo diez años, Manuzita (Melissa Nóbrega) tenía fiebre en todo Brasil cuando comandaba su propio programa infantil. Sin embargo, al enterarse de que el programa se cancelaría debido a la caída de las calificaciones, su madre planea un plan para revertir la situación y la niña anuncia en vivo un concurso que revela que un niño compartirá el escenario con ella. Los hermanos de Santa Catarina, João (João Bravo) y Jerônimo (Diogo Caruso) son elegidos y los tres forman el grupo Patotinha Mágica, convirtiéndose en un gran éxito nacional y en varios espectáculos. Sin embargo, mientras Manuzita y João ganan más atención pública y el título de "doble patotinha", Jerônimo termina siendo dejado de lado, alimentando un intenso odio hacia el hermano. En una de las presentaciones, João se desmaya en el escenario y termina hospitalizado por neumonía. Su madre, Janaína (Dira Paes), está acusada de negligencia y el caso está impreso en los principales periódicos del país, cancelando el programa y los contratos de publicidad. De la extinción del grupo.
Diez años más tarde, en 1990, Manu (Isabelle Drummond) se convirtió en una sub-celebridad que hace todo lo posible para recuperar la fama perdida, entrando en varias situaciones cómicas y aceptando cualquier trabajo de dudoso gusto por ella. Ella cuenta con la ayuda de su madre, Lidiane (Claudia Raia), una exactriz de la pornochanchada que vive inflando el ego de su hija, y Jofre (Luiz Henrique Nogueira), quien trabajó en su programa y nunca dejó de creerle. Durante un viaje, Manu y João (Rafael Vitti) se encuentran nuevamente y descubren a un intenso amor dormido, que se rebela a Jerônimo (Jesuíta Barbosa), quien mantiene una pasión obsesiva por ella y armas para que arresten a su hermano. Después de otros tres años, en 1993, Manu se encuentra cada vez más lejos de la fama, mientras que John tiene una nueva oportunidad de ser lanzado para reconstruir la vida y el romance. Mientras tanto, Jerônimo regresa a Río de Janeiro y se posiciona en el canal PopTV, una referencia a MTV Brasil, formando un trío de pilangers con el torpe Galdino (Gabriel Godoy) y la astuta Vanessa (Camila Queiroz) que buscan fama y fortuna. Él, además, todavía desea a Manu a cualquier costo.
Todavía hay otras historias, como la despiadada Mercedes (Totia Meireles), casada con el estafador Quinzão (Alexandre Borges) y que controla no solo las empresas de comunicaciones familiares con una mano firme, sino también la vida de sus dos hijos. Ella planta inseguridades en la cabeza de Gisela (Debora Nascimento), que vive un matrimonio fallido con un hombre mayor, Herculano (Humberto Martins), se vuelve insostenible cuando se enamora de Janaína y decide disputarla con Raimundo (Flávio Tolezani). así como presionar a Quinzinho (Caius Paduan) para casarse con la patroninha Larissa (Marina Moschen), aunque no puede olvidar a la bailarina Dandara (Dandara Mariana). El niño es presidente de PopTV, pero no se imagina que su mejor amigo, Candé (Kayky Brito), se articule para tomar su posición. Todavía queda el surfista Patrick (Klebber Toledo), obsesionado por la musa de la adolescencia Lidi Pantera y que, al descubrir que es Lidiane, va a hacer todo lo posible para conquistarla y vivir una relación ardiente y humorística.

## Reparto
| Actor/Actriz           | Personaje                                    |
| ---------------------- | -------------------------------------------- |
| Isabelle Drummond      | Manuela Renata Andrade (Manu / Manuzita)     |
| Rafael Vitti           | João Guerreiro                               |
| Jesuíta Barbosa        | Jerônimo Guerreiro / Rojê Viana              |
| Cláudia Raia           | Lidiane Andrade / Lidi Pantera               |
| Dira Paes              | Janaína Guerreiro                            |
| Camila Queiroz         | Vanessa Dias                                 |
| Klebber Toledo         | Patrick Brasil                               |
| Humberto Martins       | Herculano Mendes / Hércules Gatão            |
| Débora Nascimento      | Gisela Ferreira Lima Mendes (Gigi)           |
| Totia Meireles         | Mercedes Ferreira Lima                       |
| Caio Paduan            | Joaquim Ferreira Lima Filho (Quinzinho)      |
| Marina Moschen         | Larissa Almeida de Castro Gomes              |
| Dandara Mariana        | Dandara Brasil                               |
| Alexandre Borges       | Joaquim Ferreira Lima (Quinzão)              |
| Gabriel Godoy          | Galdino Camargo                              |
| Kayky Brito            | Carlos André Almeida de Castro Gomes (Candé) |
| Giovana Cordeiro       | Moana Rocha                                  |
| Flávio Tolezani        | Raimundo                                     |
| Luiz Henrique Nogueira | Jofre Castanheira (Jofre Cachorrão)          |
| Marcos Veras           | Álamo Sampaio                                |
| Fabiana Karla          | Madalena Sampaio (Madá)                      |
| Cláudia Ohana          | Janice Guerreiro                             |
| Val Perré              | Otoniel Guerreiro                            |
| Jenniffer Nascimento   | Kika                                         |
| Ícaro Silva            | Ticiano                                      |
| Bernardo Marinho       | Tobias Cassini (Tobé)                        |
| Maria Carol Rebello    | Diana                                        |
| Sérgio Malheiros       | Diego Guerreiro                              |
| Lazuli Barbosa         | Adriana                                      |
| Marcelo Valle          | Murilo                                       |
| Marília Martins        | Dirce                                        |
| Alexandre David        | Floriano                                     |
| Marcela Siqueira       | Tânia                                        |
| Pamela Côto            | Flavinha                                     |
| Renata Motta Lima      | Vera Regina                                  |
| Renata Imbriani        | Marta                                        |
| Felippe Luhan          | Manjubinha                                   |
| Ivo Gandra             | Codorna                                      |
| André Junqueira        | Lacerda                                      |
| Lucas Domso            | Figueirinha                                  |
| Orlando Caldeira       | Catraca                                      |
| Adriana Machado        | Marina                                       |
| Duda Wendling          | Isadora Ferreira Lima Mendes                 |
| Alana Cabral           | Clarissa                                     |